# Bastutjärnen (Lycksele socken, Lappland, 718140-166012)
Bastutjärnen är en sjö i Lycksele kommun i Lappland och ingår i Umeälvens huvudavrinningsområde. Sjön har en area på 0,107 kvadratkilometer och ligger 220,5 meter över havet.

## Delavrinningsområde
Bastutjärnen ingår i det delavrinningsområde (718329-165903) som SMHI kallar för Ovan VDRID = Antmyrbäcken i Vindelälvens vattendr*. Medelhöjden är 233 meter över havet och ytan är 12,85 kvadratkilometer. Räknas de 662 avrinningsområdena uppströms in blir den ackumulerade arean 9 697,33 kvadratkilometer. Vindelälven som avvattnar avrinningsområdet har biflödesordning 2, vilket innebär att vattnet flödar genom totalt 2 vattendrag innan det når havet efter 164 kilometer. Avrinningsområdet består mestadels av skog (71 procent). Avrinningsområdet har 1,86 kvadratkilometer vattenytor vilket ger det en sjöprocent på 14,4 procent.